# Parmaskinke
Parmaskinke (på italiensk prosciutto di Parma) er en skinke behandlet i Parma i det nordlige Italien.
Det tager ét til halvandet år at producere en parmaskinke afhængig af skinkens størrelse. Først vaskes skinken, så saltes den og lagres i to måneder. Efter saltningen vaskes skinken flere gange for at fjerne saltet. Skinken hænges til tørre på et solrigt, luftigt sted. Luften er vigtig for kvaliteten. Tørretiden varierer efter klimaet og skinkens størrelse. Når skinken er fuldstændig tør, hænges den igen på et luftigt sted i rumtemperatur i op til halvandet år.
Almindeligvis serveres parmaskinken crudo, d.v.s. rå, skåret i papirtynde skiver og rullet omkring grissini (brødpinde) eller melon.

## Beskyttet geografisk betegnelse og kendte varianter
EU har optaget Prosciutto di Parma på listen over beskyttet fødevarebetegnelser.
Der er tre berømte typer af skinken som eksporteres:
- Prosciutto di Parma fra Parma i Italien
- San Daniele fra Udine i Italien
- Colli Berico-Euganei fra Veneto-regionen

Andre geografisk beskyttede skinker har forskelle i farve, smag og konsistens:
- Prosciutto di Carpegna (område nær Montefeltro)
- Prosciutto di Modena
- Prosciutto di Norcia
- Prosciutto Toscano